# Ballata (musica)
In musica il termine ballata (dal francese antico balade, AFI: /ba.lad/, ) indica composizioni musicali diverse a seconda del periodo storico di diffusione:
- nel tardo Medioevo la ballata viene composta su testo poetico in Italia e in Francia;
- nel Romanticismo musicale il termine ballata sta a indicare sia una composizione vocale su testo popolare, sia una composizione per strumento solo, simile al pezzo caratteristico;
- nella musica pop, rock, metal, folk e jazz la ballata è una canzone con un tempo lento.

## Ballata medievale
La ballata medievale su testo poetico fiorisce nel XIV secolo e ha per compositori di spicco Guillaume de Machaut e Francesco Landini, rispettivamente in Francia ed Italia.

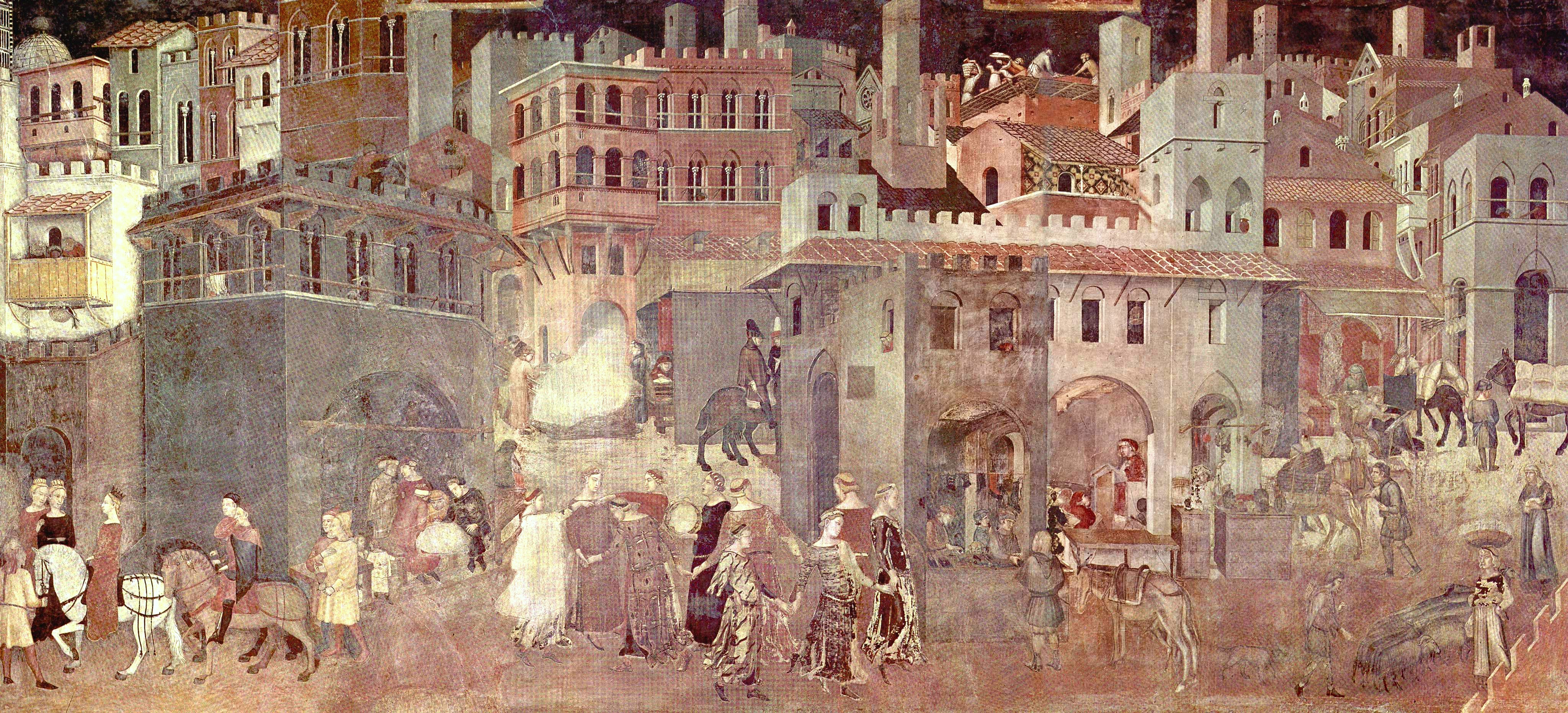
Ambrogio Lorenzetti, Effetti del Buon Governo in città, 1337-1340, 14 m circa, Sala della Pace, Palazzo Pubblico, Siena

Attorno al 1360-1365 si scrivono ballate polifoniche non destinate alla danza. Esse traggono origine dal ballo a tondo con l'alternarsi solista/coro: il solista all'inizio cantava la ripresa o ritornello, direttore della danza, ripetuta dal coro danzante, donde il termine ripresa. Si ha un esempio di questa danza nel particolare dell'affresco Effetti del Buon Governo in città di Ambrogio Lorenzetti: nove fanciulle si tengono per mano e danzano mentre la decima accompagna la danza col tamburello.
Di queste opere ce ne sono pervenute poche dal momento che venivano spesso improvvisate; probabilmente erano l'equivalente italiano del polifonico virelai francese. I testi sono di carattere amoroso, dove il poeta si rivolge direttamente alla donna amata. Raggiunse il suo massimo grado con Francesco Landini.
(Codice Rossi: Per tropo fede talor se perigola)
La struttura musicale è:
A bba A bba A bba A
dove A è la ripresa, b sono i piedi e a è la volta

## Ballata romantica
Nel XIX secolo diversi compositori, soprattutto di lingua tedesca, scrissero delle composizioni musicali su testo poetico nella forma ballata o del lied e fra essi si ricordano Robert Schumann.
Nello stesso secolo ebbe grande successo la ballata strumentale, scritta in genere per pianoforte solista; ne fu sommo esponente Fryderyk Chopin che reinventò la Ballata scrivendo per primo la composizione per pianoforte senza riferirsi ad alcun testo letterario.  Le sue quattro ballate Ballata n. 1 op. 23, Ballata n. 2 op. 38, Ballata n. 3 op. 47 e Ballata n. 4 op. 52 sono le opere più importanti e popolari di questo genere. Anche altri compositori dell'epoca scrissero composizioni in questa forma musicale e fra essi si ricordano Johannes Brahms, Franz Liszt, Edvard Grieg e Gabriel Fauré. Vennero altresì composte ballate per altri strumenti musicali.

## Ballata nella musica moderna
A partire dalla fine del XX secolo viene utilizzato sempre più spesso il termine  ballata per indicare un brano musicale suonato con un tempo lento, che in italiano prendeva il nome semplicemente di lento, o brano lento e questo deriva dalla traduzione maccheronica del termine anglosassone ballad che sta ad indicare appunto un brano dal ritmo lento. Nella musica tradizionale questa forma musicale identifica anche canzoni dal tempo più sostenuto e dall'argomento non necessariamente sentimentale, ma con un deciso contenuto narrativo. Nel linguaggio del jazz la ballad è una canzone lenta della musica leggera statunitense, spesso ascrivibile a grandi compositori (come Gershwin, Porter, Rodgers, Berlin) e a interpreti come Frank Sinatra, Tony Bennett, Julie London, Nat King Cole, Chet Baker, Nancy Wilson...